# یاسمین الریمی
یاسمین الریمی (انگلیسی: Yasameen Al-Raimi؛ زادهٔ ۲۶ نوامبر ۱۹۸۵) تیرانداز اهل یمن است. وی در بازی‌های المپیک تابستانی ۲۰۲۰ شرکت کرده‌است.